# Ryszard Brzozowski

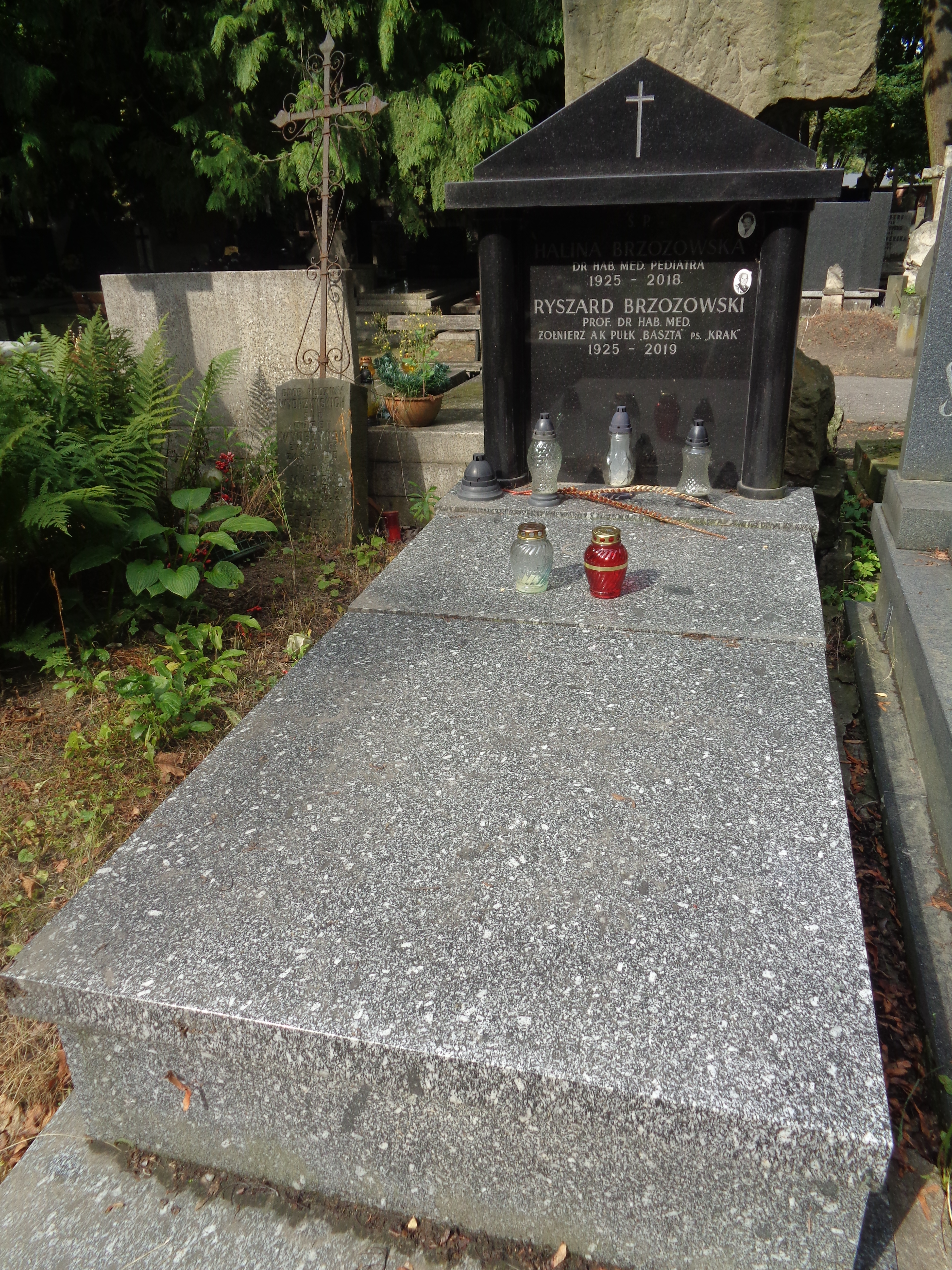
Grób Ryszarda Brzozowskiego na Cmentarzu powązkowskim

Ryszard Stefan Brzozowski ps. Krak (ur. 19 sierpnia 1925 w Warszawie, zm. 11 kwietnia 2019 tamże) – polski lekarz, profesor nauk medycznych, Główny Inspektor Sanitarny (1968–1984), podsekretarz stanu w Ministerstwie Zdrowia, prezes Polskiego Czerwonego Krzyża (1974–1983), dyrektor Centrum Medycznego Kształcenia Podyplomowego (1984–1990), powstaniec warszawski.

## Życiorys
Urodzony 19 sierpnia 1925 r. w Warszawie, syn Antoniego i Stanisławy z domu Laskowskiej. Od czerwca 1944 r. należał do Armii Krajowej (pułk „Baszta”, batalion „Bałtyk”). W czasie powstania warszawskiego walczył na Mokotowie, ciężko ranny 2 sierpnia w brzuch i nogę, do końca powstania pracował jako robotnik przymusowy. Po kapitulacji otrzymał przepustkę do Skolimowa.
Na kierunku lekarskim studiował w latach 1946–1951, początkowo na Wydziale Lekarskim Uniwersytetu Warszawskiego, a następnie na Akademii Medycznej w Warszawie. Po studiach pracował jako wolontariusz w Szpitalu Miejskim Nr 2 oraz jako tłumacz i redaktor w Państwowym Zakładzie Wydawnictw Lekarskich. 
Zdał lekarskie egzaminy specjalizacyjne z zakresu chorób wewnętrznych I° w roku 1956, a II° w roku 1961. Oprócz tego w roku 1966 uzyskał specjalizację II° z organizacji ochrony zdrowia. 
W 1960 roku objął stanowisko ordynatora Oddziału Wewnętrznego. W kolejnych latach pełnił też m.in. funkcje dyrektora Wojewódzkiej Przychodni Specjalistycznej w Warszawie, dyrektora Szpitala Wojewódzkiego w Warszawie (1960–1968), lekarza wojewódzkiego województwa warszawskiego (1968–1973), kierownika Wydziału Zdrowia i Opieki Społecznej Prezydium Wojewódzkiej Rady Narodowej w Warszawie, podsekretarza stanu w Ministerstwie Zdrowia. Od 1968 do 1984 roku był Głównym Inspektorem Sanitarnym, od 1974 do 1983 r. prezesem Polskiego Czerwonego Krzyża, a od 1984 do 1990 r. dyrektorem Centrum Medycznego Kształcenia Podyplomowego.
Doktoryzował się 22 lutego 1963 roku z zagadnień metabolizmu żelaza i miedzi w chorobie wrzodowej żołądka u prof. Witolda Orłowskiego, w 1976 roku habilitował się pracą pt. „Czynność nerek w marskości wątroby i wpływ na nie zespolenia żyły wrotnej z żyłą główną dolną”. Był promotorem rozpraw na stopień doktora oraz jednej na stopień doktora habilitowanego. Tytuł naukowy profesora uzyskał w 1986 roku.
Prowadził badania naukowe w różnych obszarach medycyny, w tym niektóre o charakterze pionierskim. Autor 199 publikacji naukowych, badał m.in. zagadnienia gospodarki wodno-elektrolitowej, kardiologii, geriatrii i gerontologii, zdrowia publicznego, gastroenterologii, hepatologii, metabolizmu witaminy D, gospodarki wapniowo-fosforanowej.
Był współautorem podręczników: Gastroenterologia kliniczna pod red. St. Konturka (1974), Choroby nerek pod red. T. Orłowskiego (1976), Nauka o chorobach wewnętrznych z W. Orłowskim, a pod red. T. Orłowskiego (1978), Choroby wewnętrzne A. Wojtczaka (1982). Jako współautor i redaktor współtworzył podręczniki „Vademecum Lekarza Ogólnego” (od 1974) i Choroby wątroby i dróg żółciowych (1983).
Aktywny społecznie, m.in. pisał artykuły publicystyczne, redagował czasopismo „Postępy Nauk Medycznych” (od utworzenia w 1988 r.).

## Odznaczenia
- Krzyż Komandorski z Gwiazdą Orderu Odrodzenia Polski (2004)[9]
- Order Sztandaru Pracy II klasy
- Warszawski Krzyż Powstańczy[3]